# Pseudagrion australasiae
Pseudagrion australasiae är en trollsländeart som först beskrevs av Selys 1876.  Pseudagrion australasiae ingår i släktet Pseudagrion och familjen dammflicksländor. IUCN kategoriserar arten globalt som livskraftig. Inga underarter finns listade i Catalogue of Life.